# 楊明盛
楊明盛（16世紀—17世紀），字弼泰、號熙宇，陝西漢中府洋縣人，明朝政治人物。

## 生平
六月十九日生，治诗经。萬曆十六年（1588年）中第二十八名舉人，二十三年（1595年）成進士，户部觀政，本年十二月獲授山東滋陽知縣。宦官榷重稅為患人民，他將盈餘存入倉庫，上奏宦官貪虐，遭對方中傷而貶官新貴縣典史，南明年間不再出仕。

## 家族
十一世祖楊從義，南宋開國侯。曾祖楊武。祖父楊棟，教谕。父楊邦殿，貢生。母劉氏。具庆下。弟明時、明经、明舉。娶张氏。

## 引用
1. 1 2  光緒《洋縣志·卷八》：楊明盛，字弼泰，號熙宇，開國侯【楊從義】十一世孫，邦殿子。萬歷乙未進士，令滋陽，中官榷稅輜重盈途，民不堪擾，明盛悉貯之庫，訐其貪虐，為中官中傷斥罷。
2. ↑  嘉慶《漢南續修府志·卷十八·選舉》：萬歷…… 十六年戊子科（舉人） …… 楊明盛 洋縣人
3. ↑  嘉慶《漢南續修府志·卷十六·人物中》：楊明盛 進士令滋陽，中官榷稅輜重盈餘，為民擾害。明盛悉貯之庫，訐其貪虐，為中官重傷斥罷。
4. ↑  錢海岳《南明史·卷八十九·列傳第六十五》：同（寇慎）時陝西遺臣：……楊明盛，字熙宇，萬曆二十三年進士。滋陽知縣致仕。